# 비중
비중(물질에 대한 比重값 , Specific gravity, Gs 또는 G)은 어떤 물질의 밀도 ρ와, 표준 물질의 밀도ρs와의 비이다. 밀도에 중력가속도 g를 곱한 것은 비중량 γ이므로, 비중량을 통해 나타낼 수도 있다.
{\displaystyle G={\frac {\gamma }{\gamma _{s}}}={\frac {\rho g}{\rho _{s}g}}={\frac {\rho }{\rho _{s}}}}
온도 및 기압 조건이 따로 제시되지 않았다면 일반적으로 고체 및 액체에 대해서는 4℃ 1기압 아래의 물, 기체에 대해서는 0℃ 1기압인 공기를 기준으로 한다.
밀도끼리의 비이므로 단위가 없는 무차원량이 된다. 4℃, 대기압 상태에서 공기가 녹아 있지 않을 때 물의 밀도는 0.999972 g/cm3이다. 거의 1.0 g/cm3에 가깝기 때문에 비중과 밀도의 값을 CGS 단위계로 나타내면 거의 같은 값이 된다.
밀도와 비중은 혼동되기 쉽지만, 밀도는 질량을 부피로 나눈 양이며, 비중은 기준 물질과 비교되는 밀도의 비라는 점으로 다른 것이다.
따라서, 물질이 물에 뜨거나 가라앉는다는 것은 비중으로 판단하는 것이 좀 더 용이하다.
비중이 1보다 큰 물질은 물 아래로 가라앉고, 비중이 1보다 작은 물질은 물에 뜬다.

## 각종 물질의 비중
각종 물질들의 대략적인 비중은 다음과 같다. 단, 순도, 구성물질, 온도, 압력 조건에 따라 달라질 수 있다.
| 물질     | 비중  |
| -------- | ----- |
| 나무     | 0.2   |
| 코르크   | 0.24  |
| 리튬     | 0.53  |
| 가솔린   | 0.705 |
| 에탄올   | 0.785 |
| 얼음     | 0.92  |
| 고무     | 0.93  |
| 바닷물   | 1.03  |
| 벽돌     | 1.6   |
| 마그네슘 | 1.74  |
| 황산     | 1.834 |
| 베릴륨   | 1.85  |
| 사암     | 1.90  |
| 콘크리트 | 2.4   |
| 유리     | 2.45  |
| 수정     | 2.65  |
| 알루미늄 | 2.70  |
| 티타늄   | 4.6   |
| 크롬     | 7.1   |
| 아연     | 7.13  |
| 철       | 7.86  |
| 구리     | 8.93  |
| 은       | 10.5  |
| 납       | 11.35 |
| 수은     | 13.56 |
| 금       | 19.3  |
| 백금     | 21.4  |

## 물과 공기
어떤 물질의 질량과 그것과 같은 체적의 표준 물질의 질량과의 비율을 비중으로 정의해본다면 고체나 액체의 경우에는 표준 물질로서 4℃의 물을 기준으로 사용하며, 기체의 경우에는 일반적으로 100℃에서의 1기압의 공기를 표준으로 한다. 과학이나 특히 엔지니어링적인 공학에서는 이러한 이유에서 단위환산이 빈번하게 일어나고 또한 이러한 단위 환산의 정밀한 작업은 단위환산계수처럼 매우 중요하다.

## 같이 보기
- 비중계
- 밀도
- 부력